# Fiedorkowo (rejon ust-kubiński)
Fiedorkowo (ros. Федорково) – wieś w Rosji, w rejonie ust-kubińskim obwodu wołogodzkiego. W 2010 r. liczyła 2 mieszkańców.